# 印加果
印加果（學名：Plukenetia volubilis，俗称sacha inchi、印加花生），是大戟科多年生植物，叶子上有小毛状体。它原产于南美洲大部分的热带地区，包括苏利南、委内瑞拉、玻利维亚、哥伦比亚、厄瓜多尔、秘鲁和巴西西北部，以及加勒比海的一些向风群岛。 它在东南亚被商业化种植，尤其是在泰国。虽然它的生种子和叶子含有毒素，但这些成分可在烘烤后安全食用。 